# Эш-Шуф
Эш-Шуф (араб. الشوف‎) — кедровый заповедник в Ливане на территории района Шуф и одноимённого биосферного резервата. Крупнейший заповедник Ливана, занимающий площадь 550 квадратных километров (5,3 % от общей территории страны). Орнитологическая территория (IBA). Территория заповедника является самой южной границей современного ареала ливанского кедра, который является основным охраняемым объектом заповедника. Возраст некоторых кедров составляет около 2 тысяч лет. В заповеднике также обитают 32 вида млекопитающих, около 200 видов птиц и произрастают около 500 видов растений. Заповедник был основан в 1996 году и в настоящее время доступен для экологического туризма.
Заповедник находится к юго-востоку от Бейрута в районах горного массива Шуф, которые являются историческим местом проживания друзов. Доступ на территорию заповедника осуществляется около населённых пунктов Джабаль-Барук, Маасер-эш-Шуф и Айн-Жальта.
На территории заповедника или в непосредственной близости от него находятся крепости Каб-Илиас и Калат-Нинха.